# Acontias
Acontias – rodzaj jaszczurek z podrodziny Acontiinae w obrębie rodziny scynkowatych (Scincidae).

## Zasięg występowania
Rodzaj obejmuje gatunki występujące w południowej i wschodniej Afryce (Kenia, Tanzania, Zambia, Angola, Namibia, Botswana, Zimbabwe, Mozambik, Eswatini i Południowa Afryka). 

## Systematyka
Rodzaj zdefiniował w 1816 roku francuski przyrodnik i zoolog Georges Cuvier w publikacji własnego autorstwa poświęconej systematyce królestwa zwierząt. Gatunkiem typowym jest (oznaczenie monotypowe) Acontias meleagris.

### Etymologia
- Acontias: gr. ἀκοντιας akontias ‘szybko uderzający wąż’[7].
- Acontophiops: rodzaj Acontophiops Cuvier, 1817; gr. ωψ ōps, ωπος ōpos ‘wygląd, oblicze’[8]. Gatunek typowy (oznaczenie monotypowe): Acontophiops lineatus Sternfeld, 1911 (= Acontias rieppeli Lamb, Biswas & Bauer, 2010).
- Microacontias: gr. μικρος mikros ‘mały’; rodzaj Acontophiops Cuvier, 1817[4]. Gatunek typowy (oryginalne oznaczenie): Acontias lineatus Peters, 1879.

### Podział systematyczny
Do rodzaju należą następujące gatunki:

- Acontias albigularis Conradie, Busschau & Edwards, 2018
- Acontias aurantiacus (Peters, 1854)
- Acontias bicolor (Hewitt, 1929)
- Acontias breviceps Essex, 1925
- Acontias cregoi (Boulenger, 1903)
- Acontias fitzsimonsi (Broadley, 1968)
- Acontias gariepensis (FitzSimons, 1941)
- Acontias gracilicauda Essex, 1925
- Acontias jappi (Broadley, 1968)
- Acontias kgalagadi (Lamb, Biswas & Bauer, 2010)
- Acontias lineatus Peters, 1879
- Acontias lineicauda Hewitt, 1937
- Acontias meleagris (Linnaeus, 1758)
- Acontias mukwando Marques, Parrinha, Tiutenko, Lopes-Lima, Bauer & Ceríaco, 2023
- Acontias namaquensis Hewitt, 1937
- Acontias occidentalis FitzSimons, 1941
- Acontias orientalis Hewitt, 1937
- Acontias parietalis (Broadley, 1990)
- Acontias percivali Loveridge, 1935
- Acontias plumbeus Bianconi, 1849
- Acontias richardi (Jacobsen, 1987)
- Acontias rieppeli (Lamb, Biswas & Bauer, 2010)
- Acontias schmitzi Wagner, Broadley & Bauer, 2012
- Acontias subtaeniatus (Broadley, 1968)
- Acontias wakkerstroomensis Conradie, Busschau & Edwards, 2018